# 中市館
中市館（なかいちだて）は、 青森県三戸郡五戸町にあった日本の城。五戸町指定史跡。

## 概要
中市館は、陸奥国三戸郡中市村に所在した。城跡は五戸川右岸に面した丘陵地に所在する。館跡は旧状のまま残り、山林となっている。
五戸川の中流に位置する奥羽山脈の東に丘陵地が続く、石沢と又重に挟まれた交易の市に由来する。北と西は五戸川に臨み、東西100メートル、南北200メートル、南方丘陵に幅20メートル、深さ4～5メートルの空堀が2本、先端部に二重掘が見られる。

## 歴史・沿革
戦国期には三戸南部氏の支配下にあり、中市館には中市氏が居たという。
中市氏は、小笠原常西を祖とする櫛引兵庫の次男・武常が中市村を領し、在名により氏とした。
天正20年（1592年）の『諸城破却書上』には、「中市 平城 破 小笠原 弥九郎 持分」とあり城は破却された。

## 参考資料
- 「角川日本地名大辞典」編纂委員会『角川日本地名大辞典 2 青森県』角川書店、1985年12月1日。ISBN 4-04-001020-5。
- 『南部藩 参考諸家系図』国書刊行会。